# 出岡美咲
出岡美咲（1990年9月24日—），出生於三重縣，身高168公分，體重46公斤，家中有哥哥3人，愛稱是「イズ」。是日本少女時尚雜誌《Popteen》模特兒，現在以歌手身份出道，已推出單曲大碟Mirror。

## 經歷

### 模特兒
2007年時在時尚雜誌《Popteen》舉辦的第二回模特兒徵選中，從7000人中脫穎而出贏得優勝，同時作為《Popteen》的讀者模特兒開始活動。並在《Popteen》創刊30周年紀念的2010年11月號中登上封面。2011年12月，與谷川りさこ一同拍攝雜誌《KATY》的封面後，正式成為該誌的專屬模特兒。
2010年，在上海世博會的活動上，作為日本少女模特兒代表與舟山久美子、寿るい、孫暐、鈴木奈奈、河西美希、青木英李、村田莉、椎名光、廣瀨麻伊一同出席。

### 歌手
2011年8月24日，以自己填詞的配信單曲「Mirror」歌手出道。同年8月22日在活動「Love Sunshine 2011」上首次公開發表。
2011年12月7日發表第二作配信單曲「ラビット」，是一首以男性視角寫的情歌，並在福岡縣、大阪府、三重縣、千葉縣四個城市為單曲下載者舉辦招待活動。

## 出演

### 雜誌
- Popteen（角川春樹事務所，2007年 - ）
- KATY（トランスメディア，2012年1月號 - ）
- JELLY（ぶんか社，2013年7月號 - ） 專屬模特兒

### 電視節目
- ハッピーMusic（日本電視台，2010年）

### 廣告
- カラーコンタクト「EYE ZOO」形象模特兒

### SHOW
- ガールズアワード GirlsAward JAPAN 2010Autumn/Winter

## 音樂作品

### 配信單曲
1. Mirror（2011年8月24日）
2. ラビット（2011年12月7日）

### MV
- 出岡美咲「Mirror」（2011年）
- 出岡美咲「ラビット」（2011年）
- INFINITY16 welcomez 若旦那 from 湘南乃風 & JAY'ED「伝えたい事がこんなあるのに」（客串，2009年）

## 外部連結
- G STYLE ENTERTAINMENT[永久]（日語）
- ファー・イースタン・トライブ・レコーズ 出岡美咲（页面存档备份，存于）（日語）
- 出岡美咲官方部落格「Izu is」 Powered by Ameba（新版）（页面存档备份，存于）（日語）
- 出岡美咲官方部落格「自由気ままに 気の向くままに」 Powered by Ameba（舊版）（页面存档备份，存于）（日語）
- 出岡美咲的X（前Twitter）（日語）